# Rolf Edling
Rolf Erik Sören Edling (* 30. November 1943 in Mumbai, Indien) ist ein ehemaliger schwedischer Degenfechter.

## Erfolge
Rolf Edling wurde 1973 in Göteborg und 1974 in Grenoble im Einzel sowie 1974, 1975 in Budapest und 1977 in Buenos Aires mit der Mannschaft Weltmeister. 1977 sicherte er sich Silber im Einzel, außerdem gewann er 1971 in Wien Einzel-Bronze. Im Mannschaftswettbewerb gewann er 1969 in Havanna, 1971 in Wien und 1978 in Hamburg weitere Bronzemedaillen. Viermal nahm er an Olympischen Spielen teil: 1968 belegte er in Mexiko-Stadt mit der Mannschaft den neunten Rang, vier Jahre darauf wurde er in München mit der Mannschaft Siebter. Die Einzelkonkurrenz schloss er 1972 auf dem fünften Rang ab. Bei den Olympischen Spielen 1976 zog er in Montreal im Mannschaftswettbewerb ungeschlagen ins Finale ein, in dem die schwedische Equipe Deutschland mit 8:5 bezwang. Gemeinsam mit Göran Flodström, Carl von Essen, Leif Högström und Hans Jacobson wurde Edling somit Olympiasieger. In der Einzelkonkurrenz belegte er den sechsten Platz. 1980 verpasste er in Moskau als Viertplatzierter im Einzel einen weiteren Medaillengewinn, während er mit der Mannschaft Fünfter wurde.
1973 wurde er mit der Svenska-Dagbladet-Goldmedaille ausgezeichnet.